# Форе (департамент)
Департамент Форе (фр. Département des Forêts) — административная единица Первой французской империи, располагавшаяся на территории бывших герцогств Люксембург и Буйон. Название департамента означает «леса» и связано с тем, что Арденнские горы на его территории покрыты лесами.
Департамент был создан 24 октября 1795 года, после того как Австрийские Нидерланды были оккупированы французскими войсками.
После разгрома Наполеона часть департамента, лежавшая восточнее рек Оур и Зауэр была передана Пруссии, а остальная часть стала Великим герцогством Люксембург (после Бельгийской революции часть этих земель вошла в состав Бельгии, став провинцией Люксембург).